# Aspergillus ruber
Aspergillus ruber är en svampart som beskrevs av Thom & Church 1926. Aspergillus ruber ingår i släktet Aspergillus och familjen Trichocomaceae.   Inga underarter finns listade i Catalogue of Life.